# 0-3-2
Тип 0-3-2 — паровоз с тремя движущими осями в одной жёсткой раме, и двумя поддерживающими осями.
Другие методы записи:
- Американский — 0-6-4
- Французский — 032
- Германский — C2

## Примеры паровозов
Пассажирские танк-паровозы Закавказской железной дороги.